# اگون میلدر
اگون میلدر (انگلیسی: Egon Milder; ۲۲ آوریل ۱۹۴۲ – ۱۸ اکتبر ۱۹۷۵) بازیکن فوتبال اهل آلمان بود.
از باشگاه‌هایی که در آن بازی کرده‌است می‌توان به باشگاه فوتبال بوخوم، باشگاه فوتبال بروسیا مونشن‌گلادباخ، و باشگاه فوتبال لوتسرن اشاره کرد.